# Swjatlana Kouhan

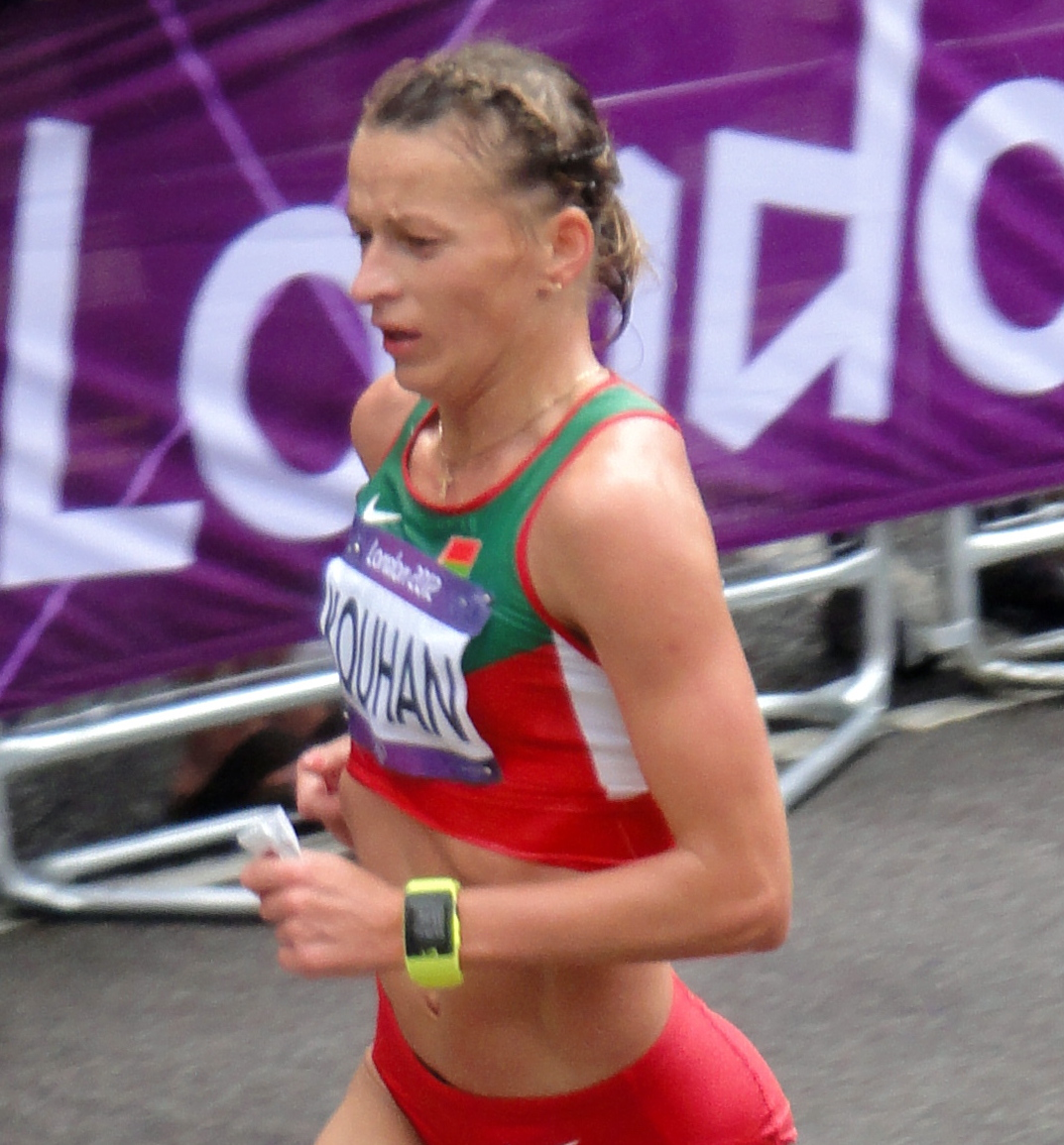
Swjatlana Kouhan beim Marathonlauf der Olympischen Spiele 2012

Swjatlana Kouhan (belarussisch Святлана Коўган, engl. Transkription Sviatlana Kouhan, geb. Клімковіч – Klimkowitsch – Klimkovich; * 26. August 1980 in Nemaniza, Rajon Baryssau, Minskaja Woblasz) ist eine belarussische Mittel- und Langstreckenläuferin.
Bei den Crosslauf-Weltmeisterschaften 2000 in Vilamoura belegte sie auf der Kurzstrecke den 96. Platz, und bei den Leichtathletik-Europameisterschaften 2006 in Göteborg schied sie über 1500 m im Vorlauf aus.
2009 siegte sie beim St.-Wendel-Marathon und wurde Dritte beim Athen-Marathon. Im Jahr darauf wurde sie Zweite beim Gutenberg-Marathon und gewann den H. C. Andersen Marathon und den Bukarest-Marathon. 2011 folgte einem Sieg beim Münster-Marathon ein dritter Platz beim Toulouse-Marathon. 
2012 stellte sie mit 2:29:37 h einen Streckenrekord beim Brighton-Marathon auf und qualifizierte sich damit für den Marathon der Olympischen Spiele in London, bei dem sie mit einer Zeit von 2:30:26 h den 34. Rang belegte.

## Persönliche Bestzeiten
- 800 m: 2:01,11 min, 6. Juli 2006, Brest
  - Halle: 2:05,59 min, 7. Februar 2003, Minsk
- 1500 m: 4:10,85 min, 18. Juni 2006, Prag
  - Halle: 4:15,77 min, 28. Januar 2005, Minsk
- 3000 m (Halle): 9:17,36 min, 12. Februar 2011, Mahiljou
- 10.000 m: 33:24,68 min, 4. Juni 2011, Oslo
- Marathon: 2:29:37 h, 15. April 2012, Brighton